# Victorine Meurent

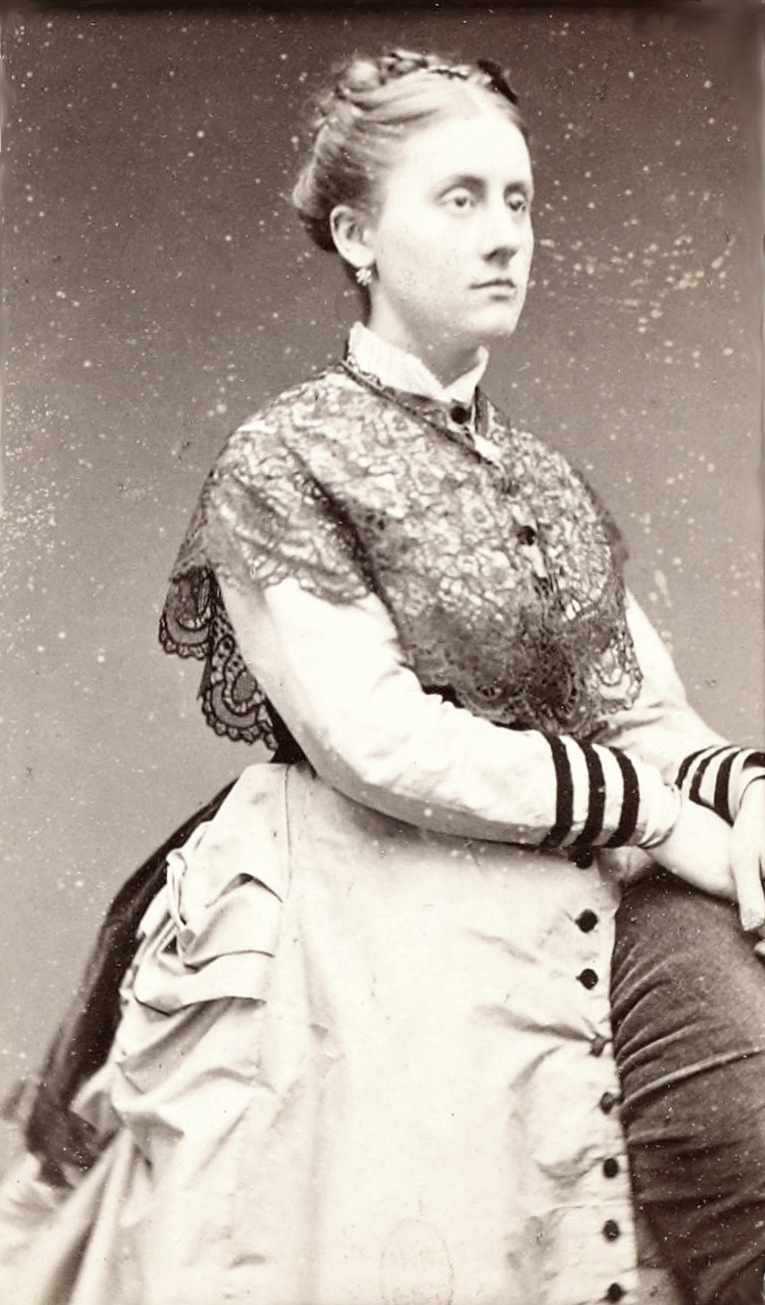
Foto, um 1865

Victorine Louise Meurent, auch Louise Meuran, Meurend oder Meurand (* 18. Februar 1844 in Paris; † 17. März 1927 in Colombes), war eine französische Malerin und einige Jahre das bevorzugte Modell Édouard Manets.

## Leben
Victorine Meurent wurde als Tochter des Graveurs Jean-Louis-Etienne Meurent und dessen Frau Louise-Thérèse in Paris geboren. Ein Onkel von Victorine war Bildhauer. Über die Jugend und Ausbildung von Victorine Meurent ist ansonsten wenig bekannt, außer dass sie Gitarre spielen lernte. Ambroise Vollard beschrieb sie als launenhaftes Wesen, das die Sprache eines Pariser Straßenmädchens redete. Von Dezember 1861 bis Januar 1863 saß sie Modell im Atelier von Thomas Couture. Manet lernte sie 1862 kennen, als sie gerade 18 Jahre alt war. Bis 1875 saß sie ihm für zahlreiche Bilder Modell, wozu auch die Hauptwerke Die Straßensängerin, Das Frühstück im Grünen, Olympia und Die Eisenbahn gehören.
Nach einem Amerikaaufenthalt nahm sie selbst Zeichenunterricht und stellte ihr Selbstporträt (Musée municipal d’Art et d’Histoire de Colombes) im Pariser Salon von 1876 aus. Weitere namentlich bekannte Werke von ihr sind Nürnberger Bürgerin im sechzehnten Jahrhundert (Salon von 1879) und Palmsonntag (Salon von 1885). Alfred Stevens, dem sie nahe stand, saß sie ebenfalls Modell. Der letzte Maler, dem sie Modell saß, war 1890 Norbert Goeneutte.
Später verfiel sie dem Alkoholismus und ging eine lesbische Beziehung mit dem Modell Marie Pellegrin ein, wie George Moore in Memoirs of My Dead Life vermerkt. Zunächst tauchte die La Glu (dt.: Die Klebe) genannte wiederholt schnorrend in Bars und Cafés auf, bevor sie sich später einen Affen zulegte und als la vieille au singe (dt.: die Alte mit dem Affen) in Lumpen gekleidet und Gitarre spielend auf der Straße bettelte.
Bevor sie 1898 Marie Dufour kennenlernte, pflegte sie ihre Mutter in Asnières-sur-Seine. Mit Marie Dufour zog sie nach Colombes, wo sie hochbetagt starb. Die meisten ihrer Gemälde und Zeichnungen gelten heute als verschollen.

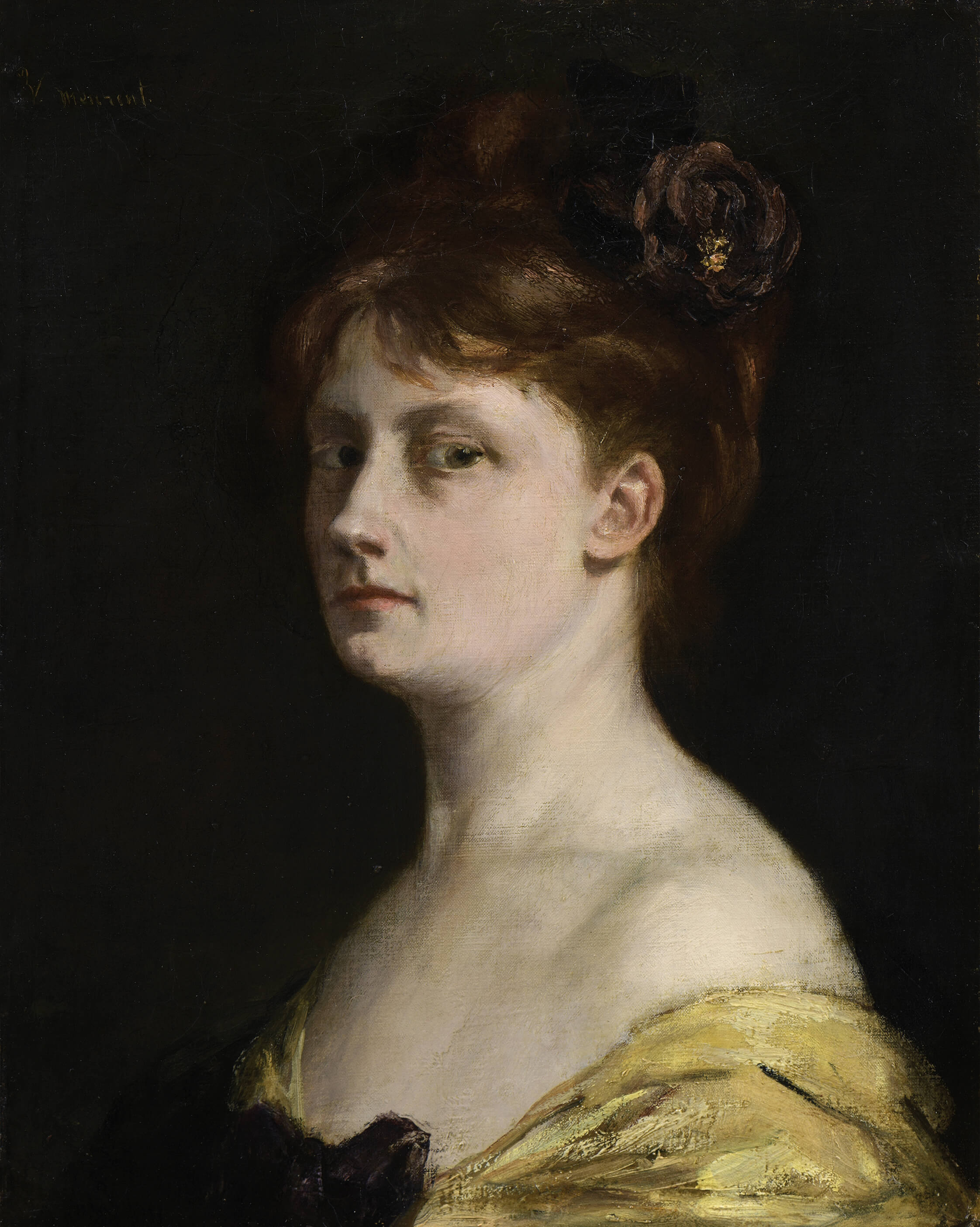
Victorine Meurent: Selbstbildnis, um 1876
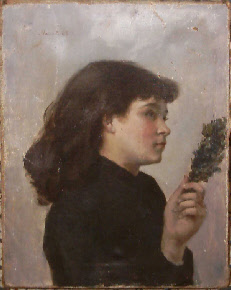
Victorine Meurent: Le jour des rameaux (Palmsonntag), um 1880

## Victorine Meurent in Manets Werken

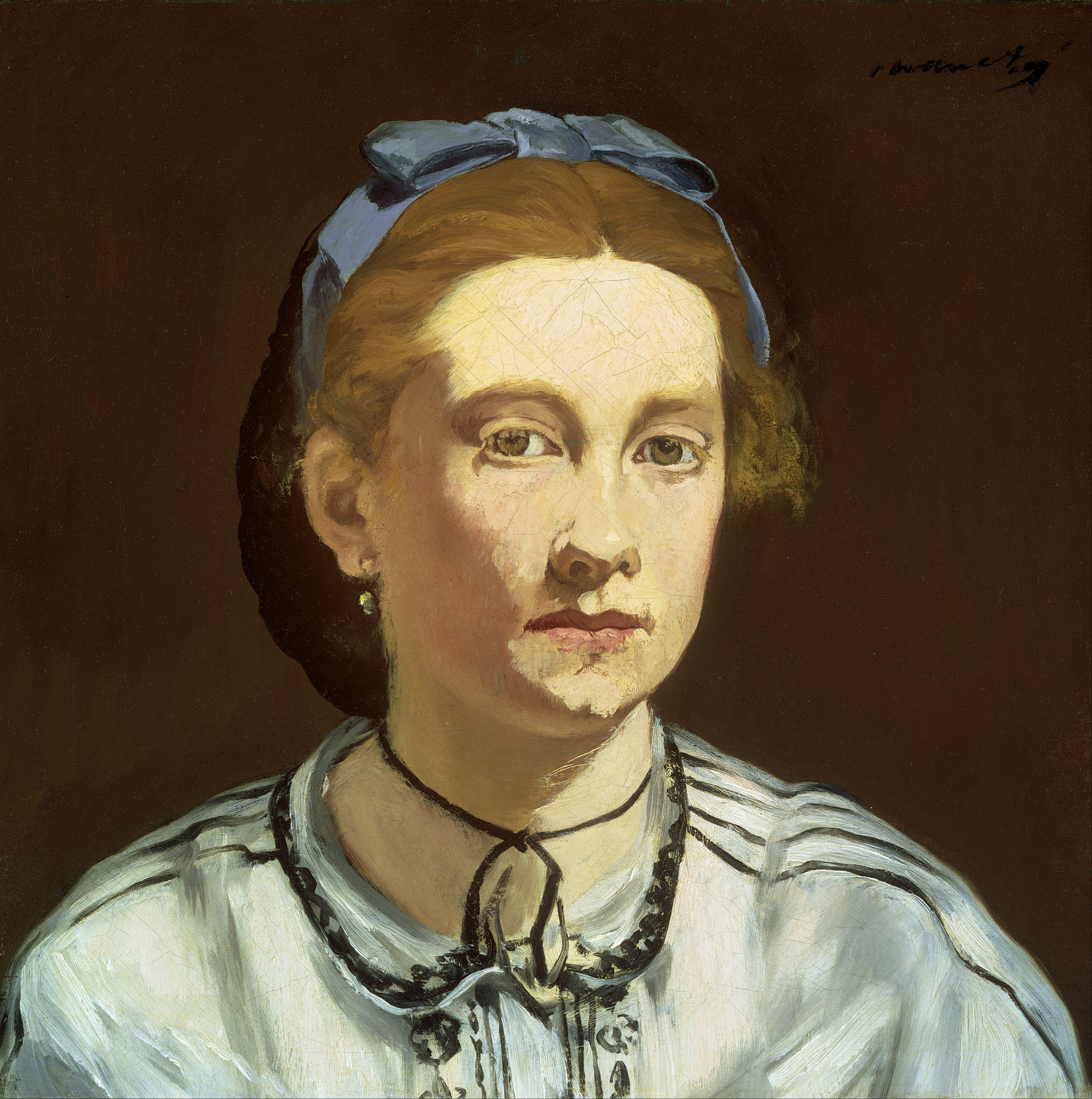
Édouard Manet: Victorine Meurent
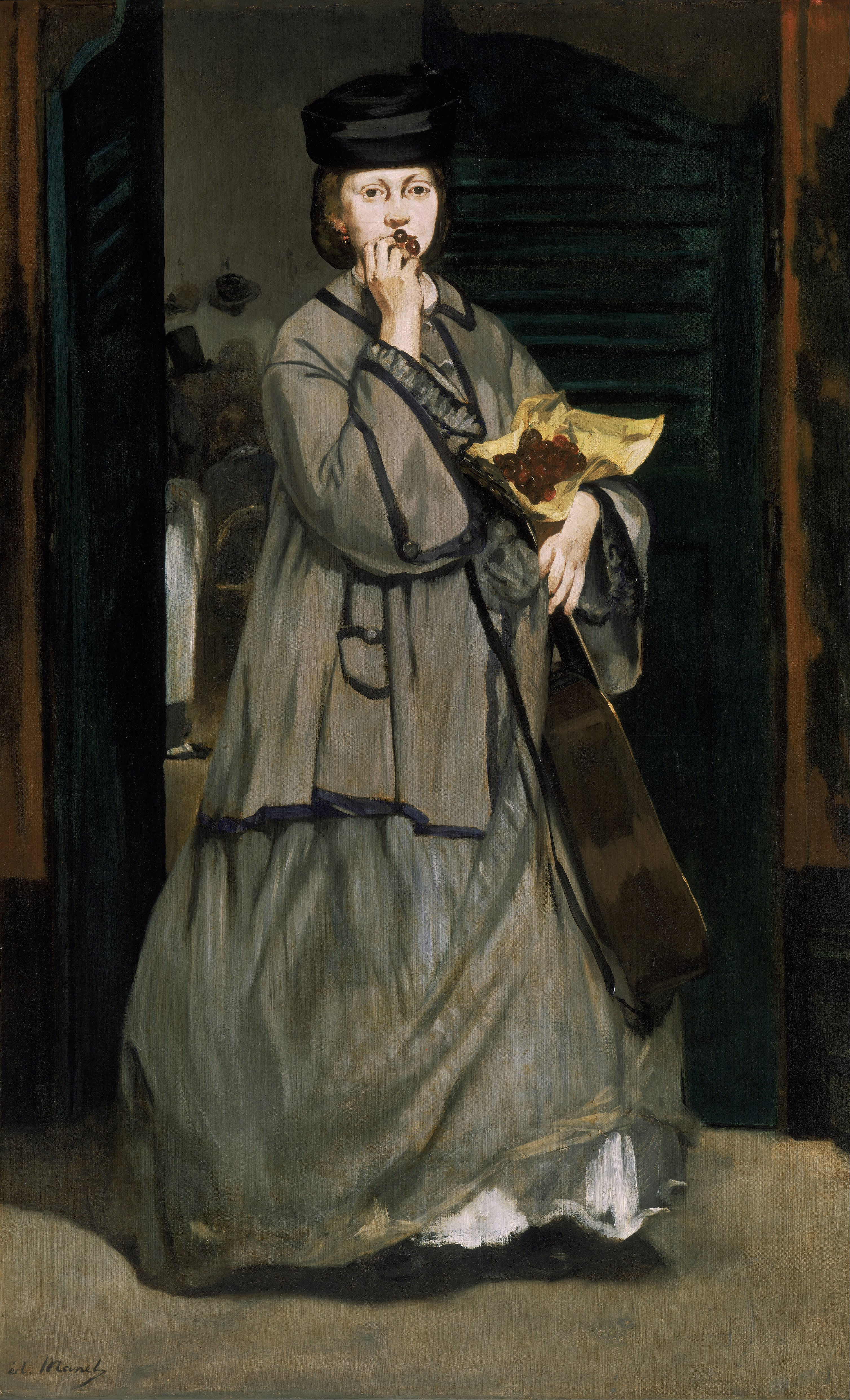
Édouard Manet: Straßensängerin
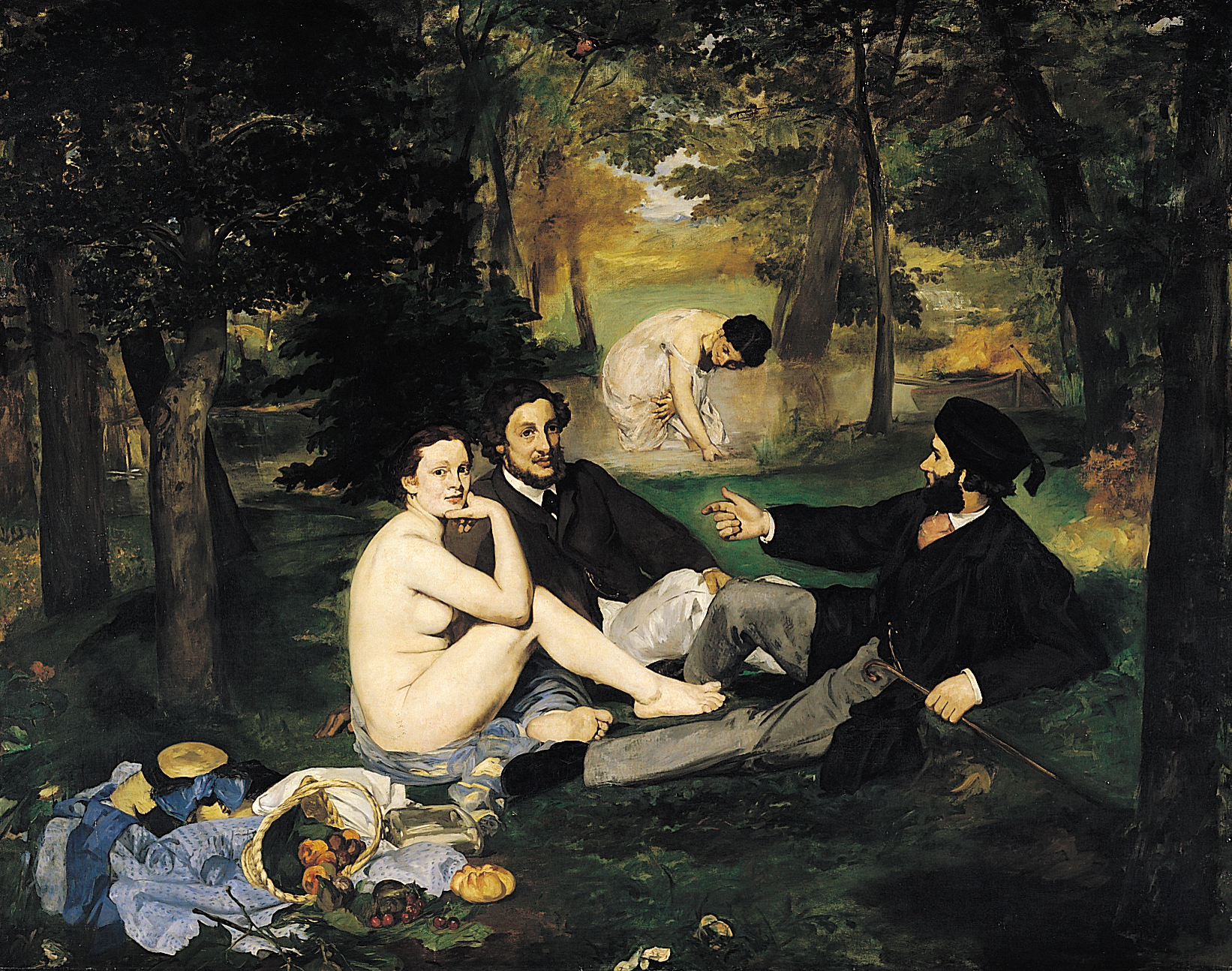
Édouard Manet: Das Frühstück im Grünen
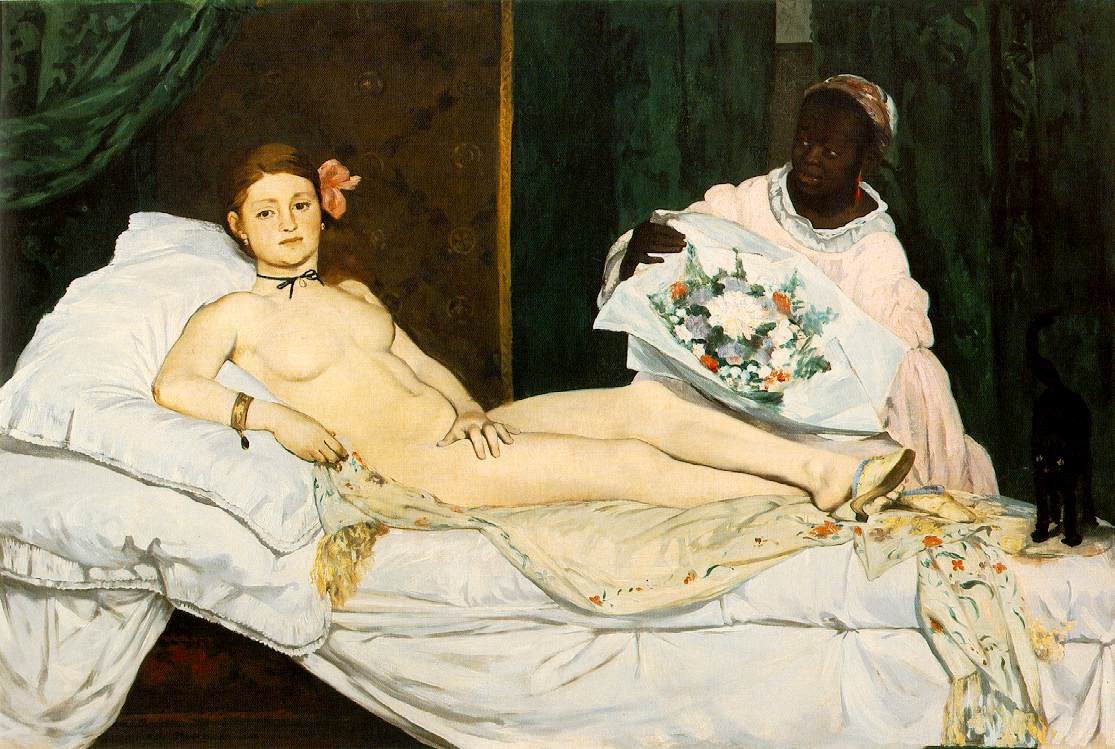
Édouard Manet: Olympia
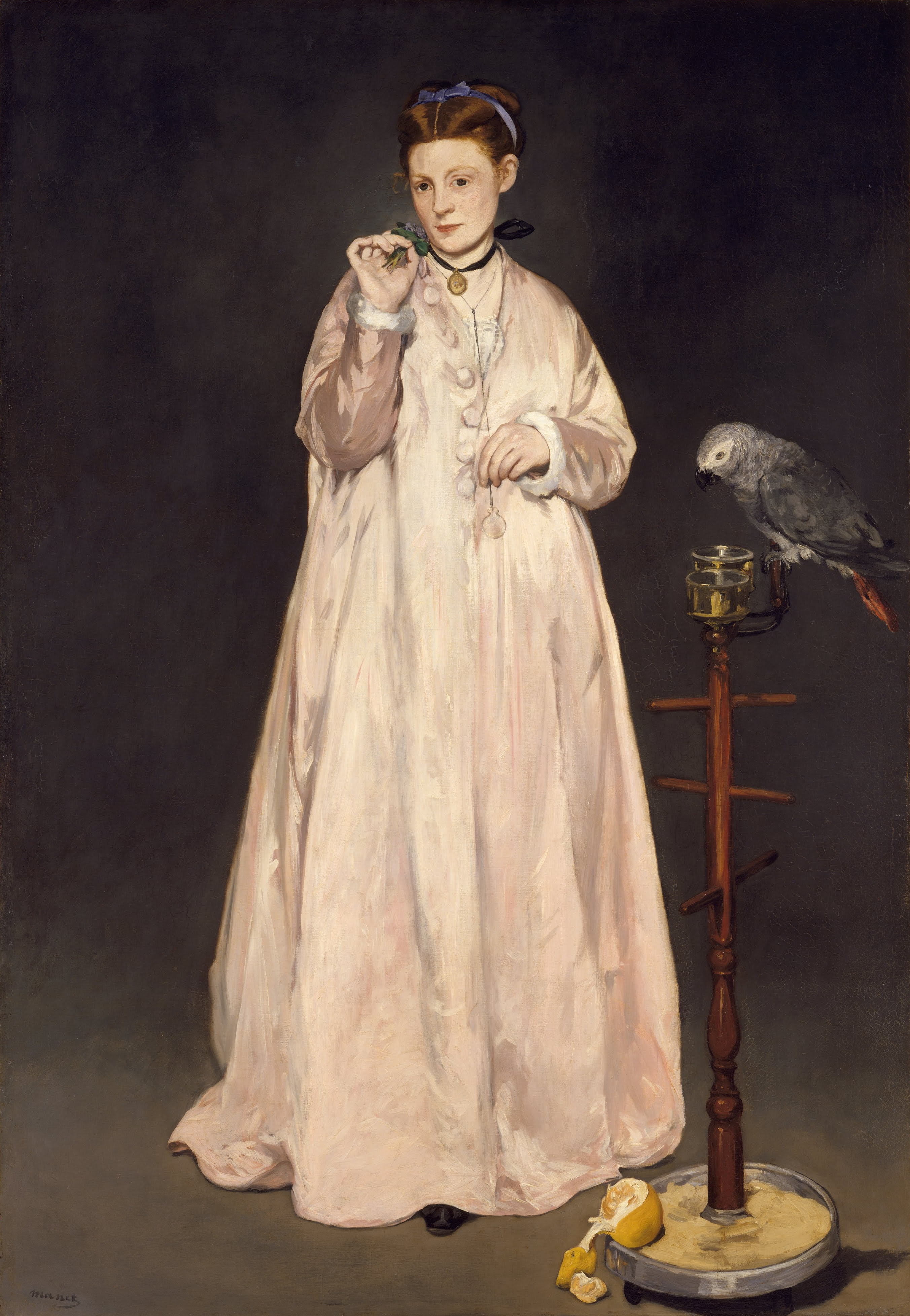
Édouard Manet: Die Dame mit dem Papagei (Junge Frau, 1866)
Édouard Manet: Die Eisenbahn
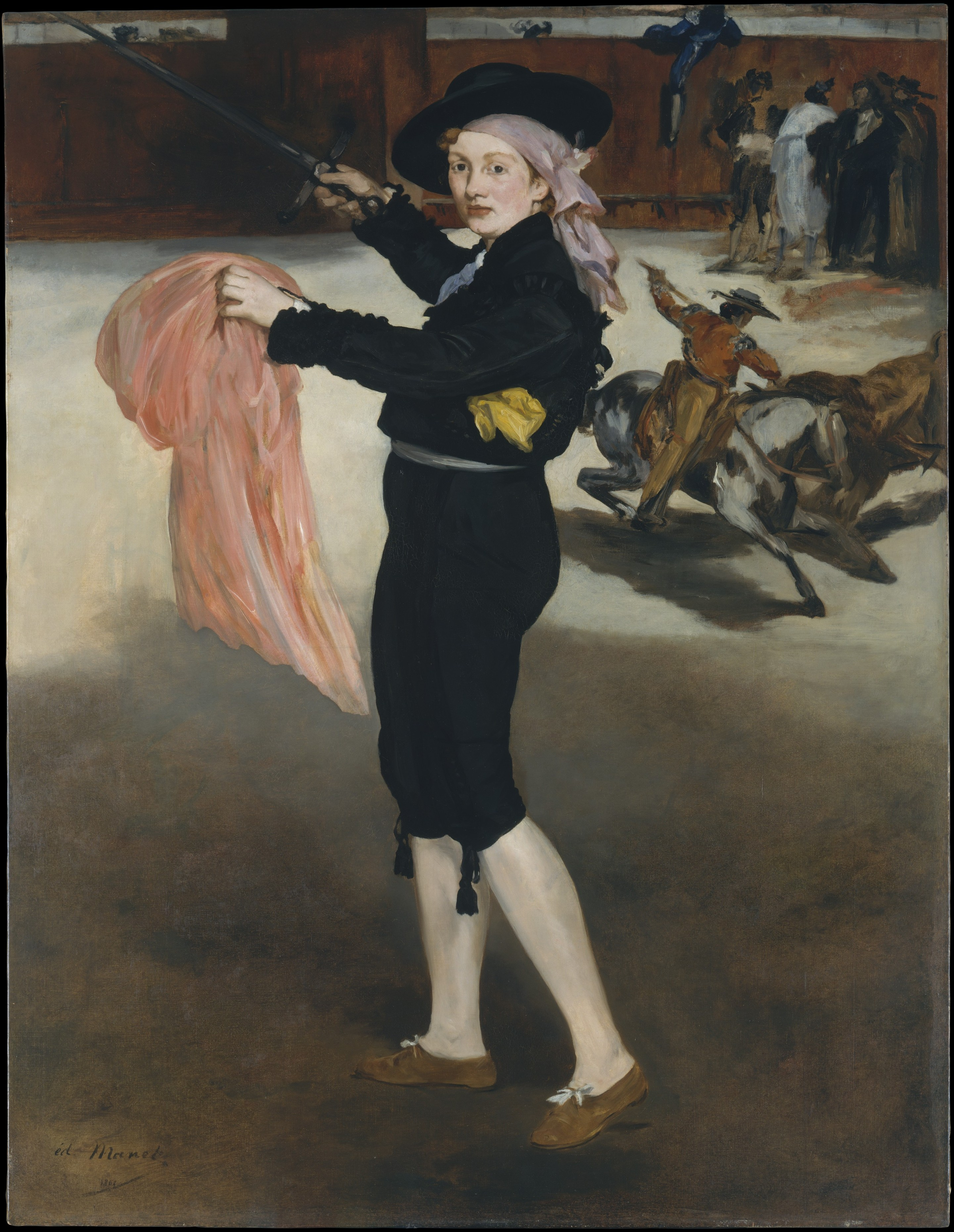
Édouard Manet: Porträt der Mlle Victorine im Kostüm eines Stierkämpfers